# Wat Benchamabophit
Chùa Cẩm Thạch hay Wat Benchamabophit (Vát Ben-cha-ma-bo-bít), tên đầy đủ là Wat Benchamabophit Dusitwanaram (tiếng Thái: วัดเบญจมบพิตรดุสิตวนารามราชวรวิหาร, phiên âm: Vát Ben-cha-ma-bo-bít Đu-xít-va-na-lam Lát-cha-vo-la-vi-han), là một ngôi chùa của Thái Lan ở quận Dusit của Bangkok. Đây là một trong những ngôi chùa đẹp nhất và là nơi thu hút khách du lịch nhất.

## Quá trình xây dựng

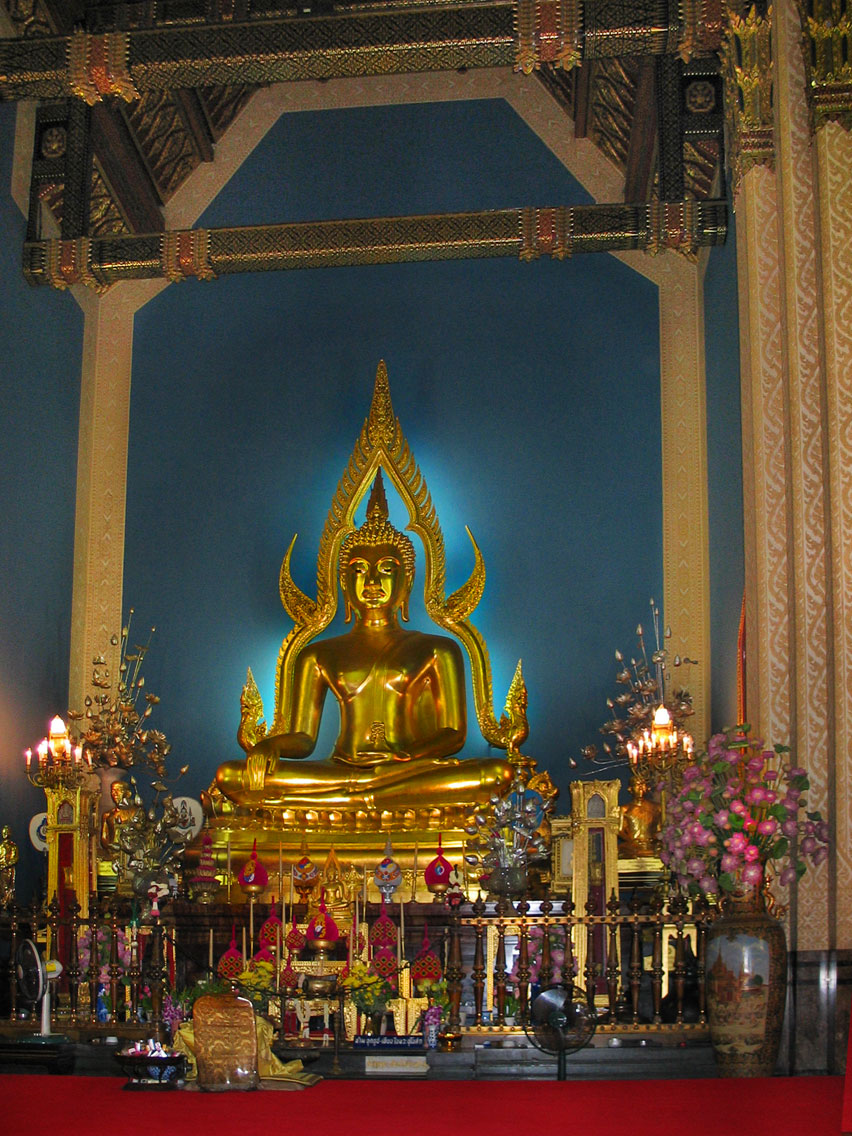
Chánh điện chùa

Chùa được xây dựng năm vào năm 1899 theo lệnh của quốc vương Chulalongkorn và đến 10 năm sau đó ngôi đền mới hoàn thành. Tên của ngôi chùa có nghĩa là "Ngôi chùa của vị vua thứ 5 quận Dusit". Nó được thiết kế theo ý của Hoàng tử Naris, người anh em cùng cha khác mẹ của quốc vương. Hoàng tử Naris là một kiến trúc sư đã thực thi nhiều hạng mục. Ông thiết kế công trình này theo kiểu truyền thống Thái Lan. Rõ ràng nhất là những hạng mục xây dựng công trình này là cung điện được giới hạn, đá cẩm thạch mang tên Carrara nhập từ Ý, dùng phủ lên tường những cao ốc chính, phủ những đường cong mái lợp ngói màu vàng của Trung Quốc, ánh sáng đi qua cửa sổ tạo ra màu sắc đặc biệt. Quốc vương hoàn toàn thích thú nhìn vào kết quả hoàn mỹ này nên hoàng đế đã hạ bút "Trẫm chưa bao giờ nịnh hót một thần dân, nhưng khanh không thể nào trợ giúp, để thấu hiểu tâm khảm của Trẫm đã bị chiếm đoạt qua những nét thẫm mỹ như đền thờ nguy nga này".

## Miêu tả

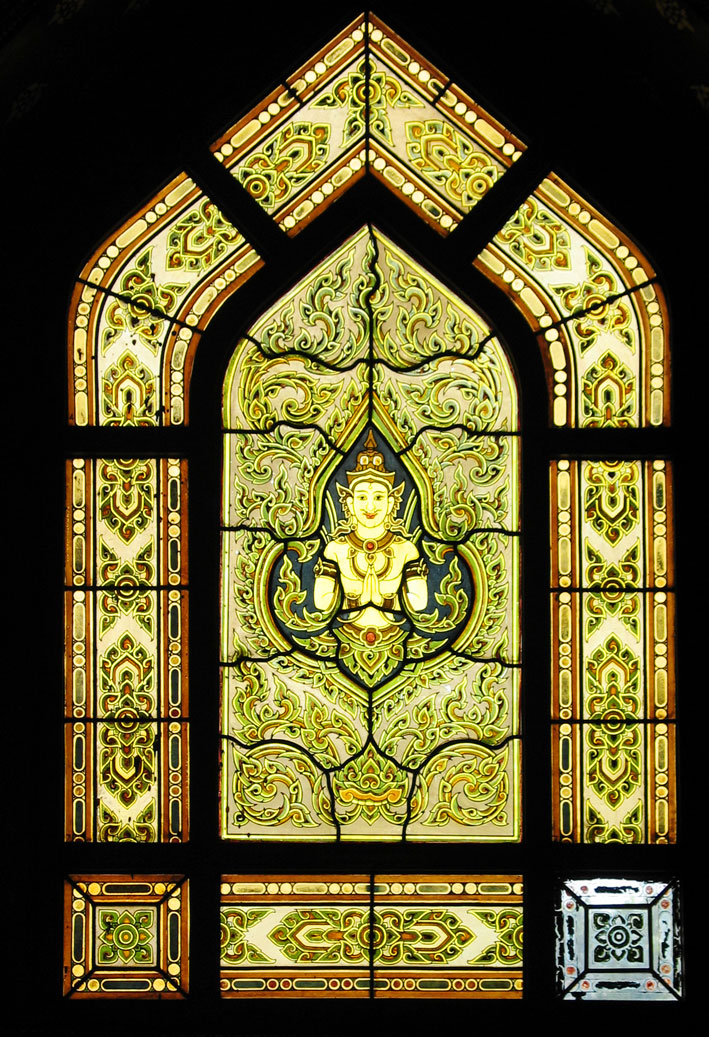
Đây được xem là nét đặc sắc nhất của chùa - ánh sáng qua các cửa sổ đầy màu sắc

Pho tượng chủ yếu của đền thờ này là mô hình nổi tiếng về tượng Phật Shinnarat thuộc Phitsanulok. Theo truyền thuyết,tín đồ đã mục kích thấy pho tượng này đã ứa ra một dòng lệ đỏ như huyết tuôn tràn khi Ayuthaya bị giặc chiếm lĩnh trung tâm phía Bắc của Sukhothai vào thế kỷ 14. Chân đế của pho tượng là nơi cất giữ tro hỏa táng của quốc vương Chulalongkorn. Phía sau đền thờ là phòng trưng bày hiện vật triển lãm gồm 52 bức tượng Phật khắp các vùng châu Á. Phòng triển lãm cũng được sử dụng như một trung tâm truyền dạy kiến thức qua nhiều phương cách từ đức Phật đã được diễn tả ra rộng khắp châu Á.
Xuyên qua phần sau lối vào sân của đền thờ có một cây cao vút tận trời, tuổi cây gần ngót thề kỷ, người ta nói nguồn gốc cây này từ nơi đức Phật chào đời tại Ấn Độ. Bên cạnh gốc đại thụ là hồ nuôi rùa do một số Phật tử phóng sanh. Khung cảnh của đền thờ vào buổi sáng rất nhộn nhịp khi Phật tử quây quần trước cổng để dâng thực phẩm cho các vị sư. Đền thờ cũng là nơi quây quần ưa thích đối với mọi người trong những ngày lễ của Phật tử.